# Warriors Bologna 2016
I Warriors Bologna hanno disputato il Girone Sud della Prima Divisione IFL 2016 con la formazione All Blue, cioè di soli giocatori con nazionalità italiana.
Hanno chiuso la stagione regolare con un record di 0–10, il peggiore attacco e la peggiore difesa della divisione, piazzandosi all'ultimo posto del proprio girone.
Nello spareggio per rimanere nella massima serie – detto playout – disputato a Bergamo contro i Lions Bergamo, i Guerrieri hanno perso per 7 - 34.

Si è trattata della prima retrocessione sul campo patita dalla società bolognese.

## Girone
I Guerrieri sono stati inseriti nel Girone Sud della Prima Divisione IFL, assieme alle Aquile Ferrara e quattro squadre dell'Italia Centrale.
| Girone Sud       |
| Aquile Ferrara   |
| Dolphins Ancona  |
| Grizzlies Roma   |
| Guelfi Firenze   |
| Marines Lazio    |
| Warriors Bologna |

## Stagione regolare
I Guerrieri hanno disputato un girone all'italiana con andata e ritorno, affrontando due volte le altre squadre del proprio girone.
| Bologna 5 marzo 2016, ore 21:00 CEST 1ª giornata | Warriors Bologna | 0 – 22 (0-8 0-6 0-8 0-0) | Marines Lazio | Alfheim Field – Centro sportivo "Giorgio Bernardi" |

| Roma 19 marzo 2016, ore 20:00 CEST 3ª giornata | Grizzlies Roma | 20 – 9 | Warriors Bologna | Salaria Sport Village |

| Firenze 10 aprile 2016, ore 15:00 CEST 4ª giornata | Guelfi Firenze | 39 – 6 (10-0 17-6 6-0 6-0) | Warriors Bologna | Guelfi Sport Center |

| Bologna 16 aprile 2016, ore 21:00 CEST 5ª giornata | Warriors Bologna | 0 – 28 (0-0 0-7 0-7 0-14) | Dolphins Ancona | Alfheim Field – Centro sportivo "Giorgio Bernardi" |

| Ferrara 24 aprile 2016, ore 15:30 CEST 6ª giornata | Aquile Ferrara | 40 – 13 (12-0 16-7 12-0 0-6) | Warriors Bologna | Mike Wyatt Field |

| Roma 1º maggio 2016, ore 17:00 CEST 7ª giornata | Marines Lazio | 40 – 14 | Warriors Bologna | G.S. Polizia Municipale |

| Ancona 7 maggio 2016, ore 18:00 CEST 8ª giornata | Dolphins Ancona | 41 – 6 (21-0 13-0 0-0 7-6) | Warriors Bologna | C.S. Nelson Mandela |

| Bologna 21 maggio 2016, ore 21:00 CEST 10ª giornata | Warriors Bologna | 29 – 34 (6-7 8-0 8-13 7-14) | Grizzlies Roma | Alfheim Field – Centro sportivo "Giorgio Bernardi" |

| Bologna 28 maggio 2016, ore 21:00 CEST 11ª giornata | Warriors Bologna | 3 – 29 (0-0 3-22 0-7 0-0) | Guelfi Firenze | Alfheim Field – Centro sportivo "Giorgio Bernardi" |

| Bologna 4 giugno 2016, ore 21:00 CEST 12ª giornata | Warriors Bologna | 7 – 41 (0-14 0-21 0-6 7-0) | Aquile Ferrara | Alfheim Field – Centro sportivo "Giorgio Bernardi" |

## Classifica
I Guerrieri si sono classificati all'ultimo posto del Girone Sud.
| Classifica Girone Sud |    |    |    |     |     |      |           |
| Team                  | PG | W  | L  | PF  | PS  | DP   | Millesimi |
| Dolphins Ancona       | 10 | 10 | 0  | 354 | 159 | 195  | 1.000     |
| Marines Lazio         | 10 | 7  | 3  | 384 | 260 | 124  | 700       |
| Guelfi Firenze        | 10 | 6  | 4  | 247 | 184 | 63   | 600       |
| Aquile Ferrara        | 10 | 4  | 6  | 274 | 289 | -15  | 400       |
| Grizzlies Roma        | 10 | 3  | 7  | 202 | 322 | -120 | 300       |
| Warriors Bologna      | 10 | 0  | 10 | 87  | 334 | -247 | 0         |

## Playout
A causa dell'ultimo posto nel proprio girone e dell'ultimo posto assoluto nel rank della Prima Divisione, i Guerrieri hanno disputato lo spareggio per la permanenza nel massimo campionato in trasferta al Lions Field, campo di casa dei plurititolati Lions Bergamo.
La sconfitta ha decretato la retrocessione della squadra senior bolognese nella Seconda Divisione FIDAF.
| Bergamo 19 giugno 2016, ore 16:00 CEST | Lions Bergamo | 34 – 7 (14-0 7-0 6-0 7-7) | Warriors Bologna | Lions Field |

## Statistiche

### Squadra
| Stagione | regular season | regular season | regular season | regular season | regular season | regular season | playout | playout | playout | playout | playout | playout       | playout       |
|          | Vin            | Par            | Per            | Tot            | PF             | PS             | Vin     | Per     | Tot     | PF      | PS      | risultato     | avversaria    |
| -------- | -------------- | -------------- | -------------- | -------------- | -------------- | -------------- | ------- | ------- | ------- | ------- | ------- | ------------- | ------------- |
| 2016     | 0              | 0              | 10             | 10             | 87             | 334            | 0       | 1       | 1       | 7       | 34      | Retrocessione | Lions Bergamo |

I Guerrieri hanno chiuso la stagione senior 2016 con un record complessivo di 0 vittorie e 11 sconfitte.

## Roster
Fonte: sito ufficiale dei Warriors Bologna – Serie A – 2016